# スターリンの葬送狂騒曲
『スターリンの葬送狂騒曲』（スターリンのそうそうきょうそうきょく、The Death of Stalin）は、アーマンド・イアヌッチ監督による2017年のイギリス・フランスの歴史・コメディドラマ映画である。1953年の独裁者スターリンの死によって引き起こされるソビエト連邦内の権力闘争が描かれる。原作はフランスのグラフィックノベル『La mort de Staline（スターリンの死）』である。
2017年9月8日に第42回トロント国際映画祭のプラットフォーム部門でプレミア上映された。イギリスでは2017年10月20日にeワン・フィルムズにより公開された。アメリカ合衆国では2018年3月9日にIFCフィルムズ配給で公開された。

## あらすじ
1953年のソ連・モスクワ。ラヴレンチー・ベリヤ率いるNKVDは「粛清リスト」に基づく国民の逮捕粛清を実行し、ヨシフ・スターリンに対する国民の畏怖は、スターリンがラジオ生放送のコンサートの録音を欲すると関係者が急遽再演奏するほどになっていた。コンサートのピアニストを務めていたマリヤ・ユーディナは、家族が受けた処分からスターリンを恨み、録音盤にスターリンを罵倒するメモを忍ばせた。届いた録音盤を執務室で聞いていたスターリンは床に落ちたメモを拾って内容を目にすると笑い飛ばしたが、その直後に意識を失い、昏倒する。執務室の外で警備に当たっていた2人の兵士はスターリンの倒れる音を聞き、一方は「中を覗いた方がいい」と言ったが、もう一方はそれに「黙れ。2人とも処刑される」と答え、結果2人とも執務室に入ることはなかった。
翌朝、お茶を運んできたメイドが昏倒したスターリンを発見し、ソビエト連邦共産党の幹部たちが集まった。何とか全員でスターリンを寝室に運んだ後、幹部たちは医師を呼ぼうとしたが、有能な医者はスターリンを暗殺しようとしたという嫌疑を掛けられて軒並み粛清されていた（医師団陰謀事件を参照）ため、粛清の際に医師に不利な証言をした看護師を使い、経験不足の若手や引退した者までかき集めて何とか医師団を編成させると、彼らにスターリンを診察させた。「スターリンは脳出血により右半身麻痺の状態。回復の見込みはない」という医師たちの診断に幹部たちは驚喜する一方、スターリンの娘であるスヴェトラーナを味方に付けたり、無能だが権勢を笠に着る道楽息子のワシーリーの介入を食い止めようと、お互いに暗躍を始める。幹部の個人情報まで握るベリヤは党内序列2位のゲオルギー・マレンコフと組む一方、ニキータ・フルシチョフはヴャチェスラフ・モロトフやラーザリ・カガノーヴィチ、アナスタス・ミコヤンらを仲間として対抗しようとする。ベリヤは「粛清リスト」からモロトフを外すとともに、反党活動容疑で収監されていたその妻ポリーナを釈放するなどの懐柔策をとる。
スターリンは一瞬意識を取り戻したのちに死去し、幹部たちはスターリンの葬儀と後継体制に向けて動く。後継のトップであるソ連共産党書記長及びソ連閣僚会議議長にはマレンコフが昇格となる形で就任、ベリヤはマレンコフ政権においてナンバー2の第一副首相となる。フルシチョフはベリヤの差し金でスターリンの葬儀委員長に任じられる。トップとなっても実行力のないマレンコフに対し、ベリヤは政治犯の釈放や粛清リストの凍結などを提案する一方、スターリンに対する服喪中のモスクワ市内の警備を軍からNKVDに変えさせ、さらにモスクワに入る列車を止めようとする。フルシチョフは鉄道の管轄は自分にあると主張したが、ベリヤは強行した。しかし、フルシチョフは独断で列車運行を許可し、弔問に大挙して押し寄せた人民に警備のNKVD隊員が発砲して1500人もの死者が出る。会議で責任を巡りベリヤとフルシチョフはお互いに擦りつけあって対立、結局現場の警備責任者に罪をかぶせる形となるが、その上司であるベリヤには失点となった。
葬儀の当日も、スターリンの遺骸の周りに立つ幹部たちは他のメンバーに対する悪口を言い合う。弔問客に教会の関係者をベリヤが含めたことについて、フルシチョフらは「スターリン主義に反する」とさや当てした。
軍の最高司令官で大戦の英雄であるゲオルギー・ジューコフと組んだフルシチョフは、マレンコフを除く他の共産党幹部の同意も取り付け、ベリヤの失脚に向けた準備を進める。葬儀後に開かれた幹部の会議でフルシチョフがベリヤの解任を提議し、テーブルの下に取り付けられたボタンを押すとジューコフら軍人によってベリヤは連行される。裁判を開くことを主張するマレンコフに対し、フルシチョフはトハチェフスキーやピャタコフ、ソコリニコフなど裁判を受けずに粛清された同志の名を挙げ、半ば恫喝して処刑命令に署名させる。そしてベリヤは、フルシチョフらが出席する即決裁判で「少女への性的暴行」「外国勢力と通じて利益拡大を図ったことによる国家反逆罪」「反ソビエト行為」などの容疑により銃殺刑の判決を下されて即刻処刑され、その死体はフルシチョフらの目の前でジューコフと兵士達によってガソリンをかけられ焼却された。その場にやって来たスヴェトラーナに、フルシチョフはワシーリーはこちらで面倒を見る旨を告げ、スヴェトラーナはウィーンに向かうように言う。反対してワシーリーの面倒を見るというスヴェトラーナに対しフルシチョフは「この国で流れに逆らう者は消される」と半ば脅迫し、スヴェトラーナは兵士に連れられ車で去っていった。
フルシチョフやその妻、そして幹部たちがコンサートを鑑賞する中、字幕でベリヤの処刑後にソ連共産党中央委員会がソ連の最高機関となったこと、フルシチョフが1956年にモロトフやマレンコフらを排除し名実ともにソ連の最高指導者になったこと、そのフルシチョフも1964年にレオニード・ブレジネフの台頭により失脚したことが示され、フルシチョフの背後に座るブレジネフらしき人物がコンサートから一瞬目を離してフルシチョフを見下ろし、その後に再びコンサートに目を向けるところで映画は幕を閉じる。

## キャスト
※括弧内は日本語吹替
- ニキータ・フルシチョフ（モスクワ党委員会第一書記、スターリン葬儀委員長） - スティーヴ・ブシェミ（多田野曜平）
- ラヴレンチー・ベリヤ（内務大臣・NKVD最高責任者、後に閣僚会議第一副議長を兼任） - サイモン・ラッセル・ビール（蓮岳大）
- アンドレーエフ（ラジオ・モスクワディレクター） - パディ・コンシダイン（丸山智行）
- ワシーリー・スターリン（ソ連空軍中将、スターリンの息子） - ルパート・フレンド（福西勝也）
- ゲオルギー・ジューコフ（ソ連軍元帥・ソ連軍最高司令官） - ジェイソン・アイザックス（田所陽向）
- ヴャチェスラフ・モロトフ（外務大臣） - マイケル・ペイリン（宮崎敦吉）
- スヴェトラーナ・アリルーエワ（スターリンの娘） - アンドレア・ライズボロー
- ゲオルギー・マレンコフ（スターリンの補佐官、スターリン死後のソ連共産党書記長・閣僚会議議長） - ジェフリー・タンバー（堀総士郎）
- ヨシフ・スターリン（ソ連共産党書記長・閣僚会議議長） - エイドリアン・マクラフリン（英語版）
- マリヤ・ユーディナ（ラジオ・モスクワに出演するピアニスト） - オルガ・キュリレンコ（木村香央里）
- アナスタス・ミコヤン（貿易大臣） - ポール・ホワイトハウス
- ニコライ・ブルガーニン（国防大臣） - ポール・チャヒディ
- ラーザリ・カガノーヴィチ（労働大臣） - ダーモット・クロウリー（英語版）
- クリメント・ヴォロシーロフ - ジェームズ・バリスケール（英語版）
- タラソフ - リチャード・ブレイク
- スパルタク・ソコロフ - ジャスティン・エドワーズ（英語版）
- メツニコフ - ジョナサン・アリス
- 音楽家 - ロジャー・アシュトン＝グリフィス（英語版）

## 製作
「アドルフ・ヒトラーは毒です。ヒトラーは猛毒です。ドイツのどんなホテルでもヒトラーの肖像画は見かけませんが、私が宿泊したモスクワのホテルにはヨシフ・スターリンの肖像画が掲げてありました。彼は罰せられずにいます。私たちは彼を静かに覆い隠し、彼にそれほどの関心を抱いていないのです」—アーマンド・イアヌッチ

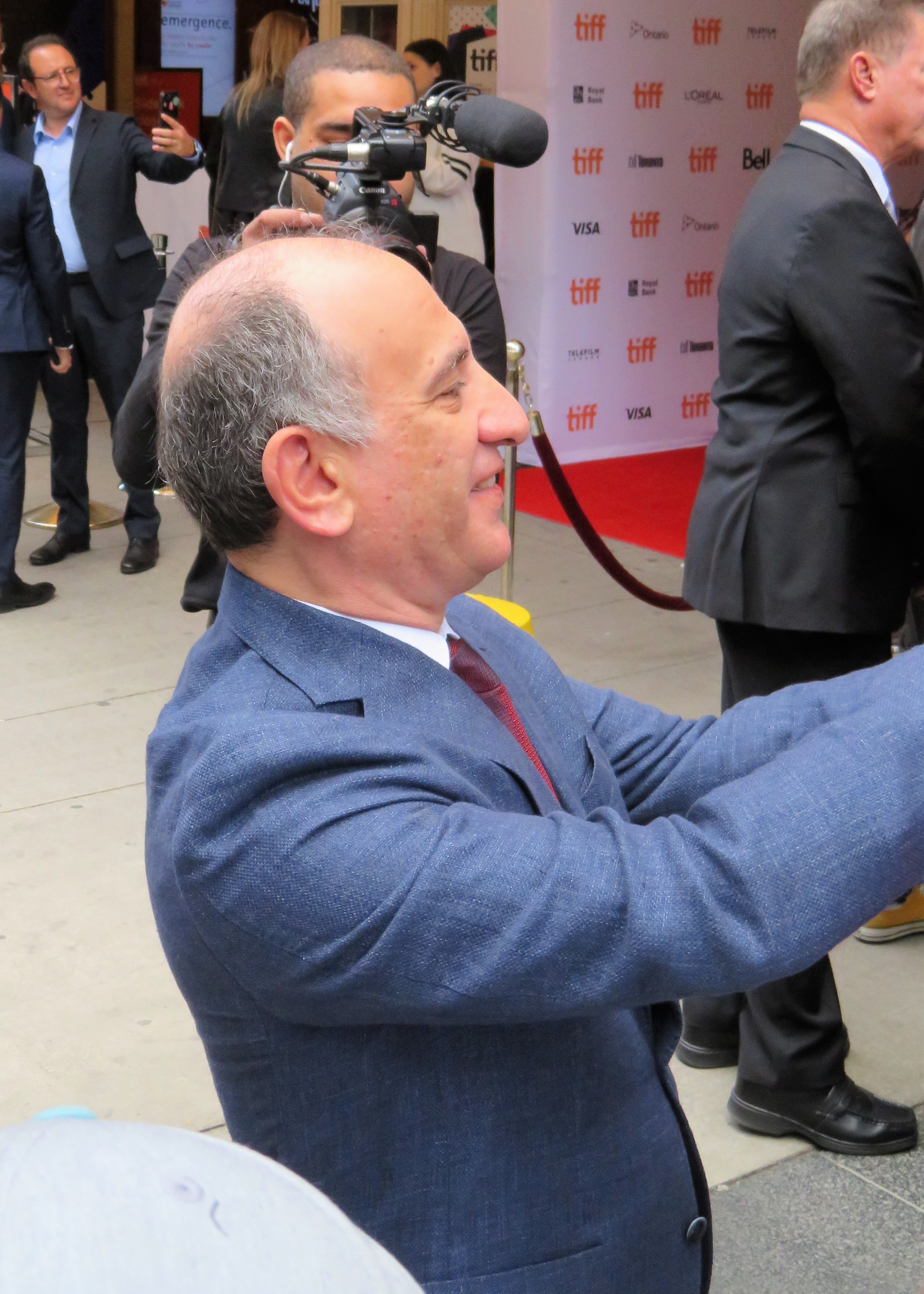
第42回トロント国際映画祭に出席するアーマンド・イアヌッチ

プロジェクトは第69回カンヌ国際映画祭の間に始まった。監督はアーマンド・イアヌッチが務め、彼とその常連コラボレーターのデヴィッド・シュナイダー、『官僚天国! 〜今日もツジツマ合わせマス〜』で共同したイアン・マーティン、ピーター・フェローズが脚本を執筆した。製作は2016年6月20日に始まり、ジェフリー・タンバー、スティーヴ・ブシェミ、オルガ・キュリレンコ、マイケル・ペイリン、サイモン・ラッセル・ビール、パディ・コンシダイン、アンドレア・ライズボロー、エイドリアン・マクラフリン、ルパート・フレンド、ジェイソン・アイザックス、ポール・ホワイトハウスがキャスティングされた。撮影はウクライナのキエフ（NKVD本部ビルのシーン撮影のため）、イギリスのロンドン・オックスフォード（ブライス・ハウス、フリーメイソン・ホール、アレクサンドラ・パレス）で行われた。撮影の大半はイギリスで行われ、スターリン邸の撮影はパインウッド・スタジオの側にある森に邸宅を作り撮影された。

## 評価

### 批評家の反応

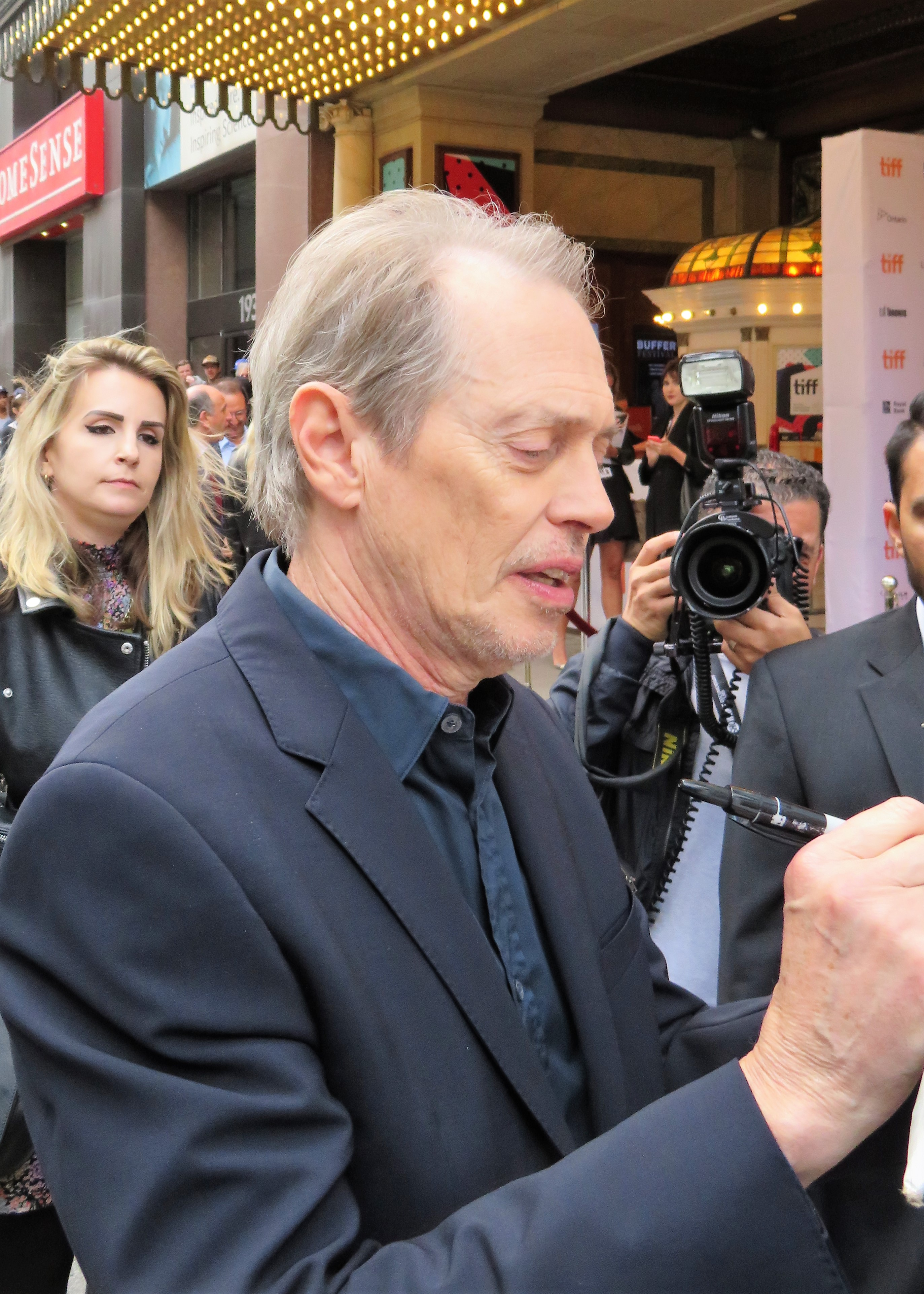
第42回トロント国際映画祭に出席するスティーヴ・ブシェミ

Rotten Tomatoesでは200件のレビューで支持率は96%、平均点は8.2/10となり、「『スターリンの葬送狂想曲』は監督兼脚本のアーマンド・イアヌッチの恐ろしい政治的ユーモアと痛々しくタイムリーな歴史のチャプターによって現れる」と批評されている。またMetacriticでは42件のレビューで加重平均値は88/100となった。
アイリッシュ・タイムズのドナルド・クラークは、映画は「死すべき運命のパニックにより始まり、必然的に恐ろしい結論に向かってその様相を続ける」と批評している。ガーディアンのピーター・ブラッドショーは、「恐怖はアーマンド・イアヌッチの見事なホラー風刺の死体から上がってくる」「大物による冷酷で無慈悲な力の演技は、見事なキャストによって行われた」と批評している。
フィナンシャル・タイムズのラファエル・エイブラハムは、「このようなスターリニズムの残党である共産党政治局員たちヴァンパイアによる宴会は、絶え間ない腹黒さのシチュエーションによって全てのコメディ要素を覆い隠すことがあります。しかし、ユーモアとホラーの綱渡りはイアヌッチの正確なゲームによって覆されます。彼だけが、そのスキルによって成し遂げることができたのです」と批評している。

### 歴史家の反応
リチャード・オーヴェリーは、映画には「歴史の誤りがいくつも存在」しており、「創作的許容と見なすことができる」と述べる一方、最も重要なことはスターリン政権下の死者に対する敬意がないことだと指摘している。これに対し、イアヌッチは「現実の不合理を和らげることを選択した」と反論している。
ケンブリッジ大学でスラブ研究を行っているサミュエル・ゴフは、ドラマの焦点を合わせるために役立ったことで歴史の不正確さを正当化できると認めたが、ラヴレンチー・ベリヤを「スターリニストの不愉快な化身」にすることで「現実の権力のメカニズムとは何か」について述べる機会を失ったと主張している。彼は、イアヌッチのアプローチはスターリニズムのようなものには転写できず、映画は「スターリニズムに内在する喜劇を見付け出すためには根本的に不備があり、それが目指しているはずのことを知らない」と指摘している。

### ロシア側の反応

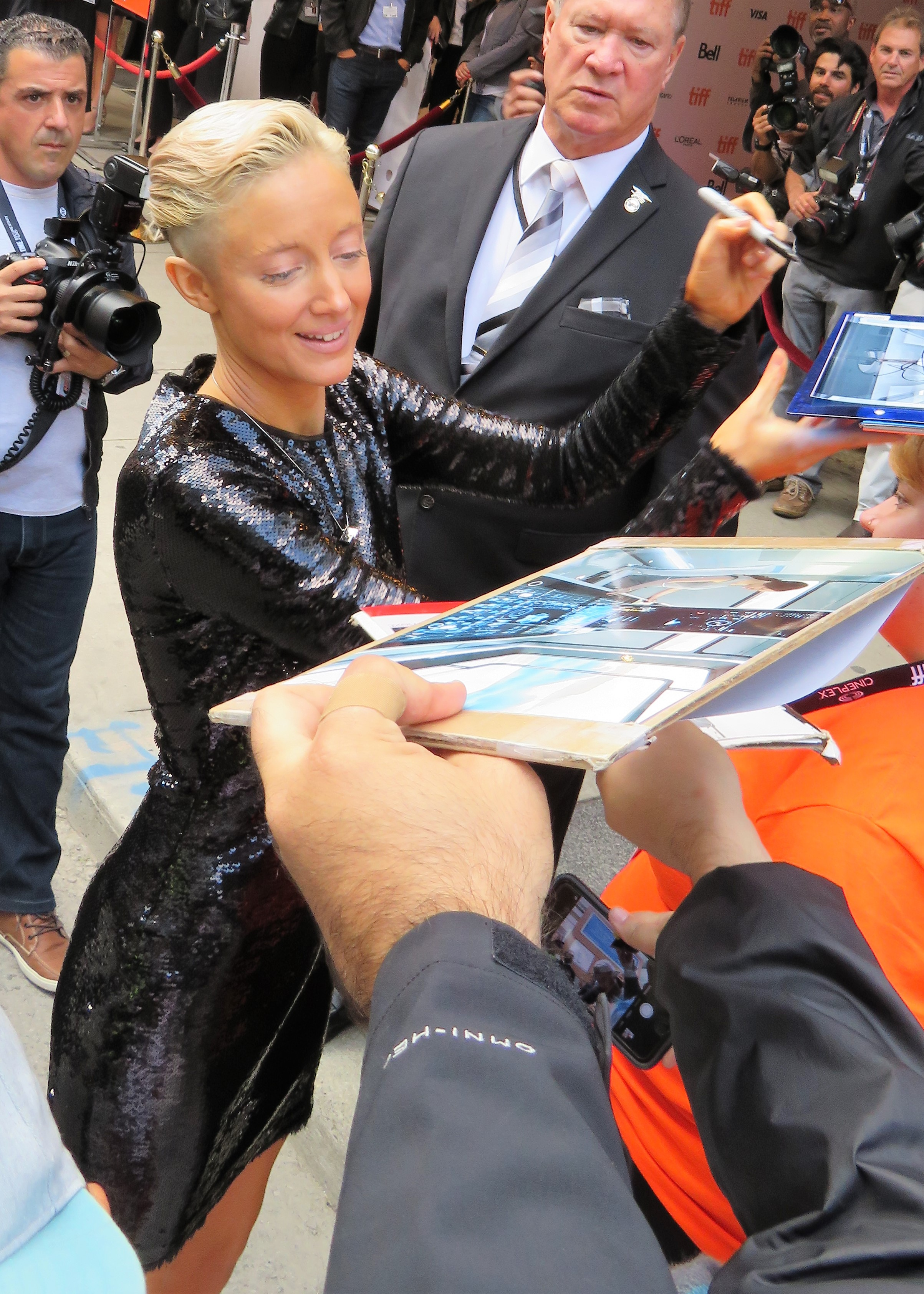
第42回トロント国際映画祭に出席するアンドレア・ライズボロー

2017年9月、ロシア文化省の高官は「社会の隆起を引き起こしてロシアを不安定化させる西側の陰謀」の一部となる可能性があると主張し、ロシア当局がこの映画の上映禁止を検討していると述べた。作家・政治活動家のニコライ・スタリコフは、映画が「英国の知的階級による非友好的行為」であり「反ロシア情報戦争」の一部であることは明らかだと主張した。
一般公開の2日前である2018年1月23日に行われた上映会には国家院議員、文化省高官、映画業界関係者が出席した。2日後、文化省は映画の上映許可を取り消したが、いくつかの映画館が「上映不許可の連絡が届かなかった」と主張して上映を開始したため、文化省は上映を強行した映画館に対して訴訟を起こしている。ゲオルギー・ジューコフの娘エイラ・ジューコヴァ、映画監督のニキータ・ミハルコフやウラジーミル・ボルトコ、ロシア国立歴史博物館館長アレクセイ・リフキンを含む文化省顧問弁護士グループは、文化大臣ウラジーミル・メジンスキーに対して映画の上映を許可するように要請したが、彼は「『スターリンの葬送狂騒曲』の過激論者は憎悪と敵意を煽り、ロシア（ソ連）の民族と社会の尊厳を損なっている。我々は、この映画が"1950年代のソビエト連邦は人々に憎悪と嫌悪のみを感じさせた"という過去に歪めるために作られたと確信している」と返答した。また、ロシアの作家たちからは「第二次世界大戦の戦士たちの記憶を中傷する」という批判が起き、さらにスターリングラード攻防戦の戦勝75周年を前に「全ての戦死者と生存者に対して唾を吐く行為だ」という批判も起きている。
映画はロシアを始めベラルーシ、カザフスタン、キルギスで上映禁止となった。ユーラシア経済連合の加盟国の中ではアルメニアのみが上映を許可しており、2018年1月25日にエレバンの2劇場で公開され、カザフスタンでは小規模な映画祭でのみ公開された。